# Чайоню
Чайоню (также Чейюню-Тепеси, Чаёню, англ. Çayönü) — неолитическое поселение в юго-восточной Турции, 7250 — 6600 лет до н. э. Расположено в предгорьях Восточного Тавра, в районе Эргани ила (провинции) Диярбакыр; находится в 40 км к северо-западу от центра ила — города Диярбакыр.

## Генетические связи
Поселение Чайоню было связано с храмовым комплексом Гёбекли-Тепе. Им предшествовало неолитическое поселение Халлан-Чеми. А также генетически с Чайоню были связаны Чафер Хойук, Невалы-Чори, Ашиклы-Хююк, Чатал-Хююк и Хаджилар — «плацдарм» балканского неолита. Прослеживаются преемственные связи культуры Чайоню с более поздними культурами Сескло (материковая Греция) и Халаф (Ближний Восток).

## Археология
Первые раскопки в Чайоню провёл в 1964—1978 гг. Роберт Брейдвуд. Раскопки возобновились в 1985—1991 гг.
В соответствии с периодизацией, принятой в археологии Ближнего Востока, результаты начального этапа раскопок позволили отнести поселение Чайоню к докерамическому неолиту B. В ходе этих раскопок удалось выделить 5 археологических слоёв и, соответственно, фаз развития поселения, датировавшихся 7250—6750 гг. до н. э.. Результаты раскопок получили широкую известность, и пятислойное поселение Чайоню-Тепеси стало рассматриваться как классический памятник раннеземледельческой культуры Передней Азии.
В ходе позднейших раскопок были выявлены также слои, относящиеся к докерамическому неолиту А и к керамическому неолиту.

## Поселение
На поселении Чайоню были вскрыты основательные жилые постройки. Уже на первом этапе развития поселения у домов, возводимых из необожжённой глины, появились каменные фундаменты. Во второй фазе появляются уже каменные дома с каменными же фундаментами, имевшие строго прямоугольную форму (в отличие от наиболее ранних построек округлой формы). В этих домах полы были покрыты ровным слоем из известковой обмазки, причём полы были окрашены в оранжево-жёлтый цвет. В одном из домов пол был выложен мозаикой из цветных камешков.

## Экономика
Местная дикая фауна включала кабанов, овец, коз и оленей. Ландшафт состоял из болот, тростниковых зарослей у притоков Тигра, лесостепи с зарослями миндаля и фисташки. В степи близ горы Карачадаг в окрестностях Чайоню до сих пор растут дикие предшественники культурной пшеницы и других одомашненных злаков, составлявших основу земледелия местных племен. Следы охотничье-земледельческого хозяйства чётко прослеживаются уже в двух нижних слоях поселения. Жители Чайоню возделывали пшеницу — однозернянку и двузернянку; ячменя почти не было. Помимо одомашненных злаков, на поселении Чайоню были также найдены бобовые (горох, бобы, чечевица).
Обитатели поселения разводили собак, коз и овец, охотились на зубров и оленей. При этом количество костей коз и овец, найденных в слоях, относящихся к последним фазам существования поселения, в 13 раз превосходит число костей оленей, зубров и других диких животных (это означает, что охота окончательно уступает место скотоводству).
Чайоню, возможно, является местом, где была впервые одомашнена свинья (Sus domesticus; более ранние находки из Халлан-Чеми, Джафер-Хёюка и Невалы-Чори слишком мало отличаются от остатков дикой свиньи, чтобы можно было уверенно говорить об одомашнивании). Здесь также обнаружены ископаемые остатки одомашненной коровы (калиброванные радиоуглеродные даты для которых — примерно 10 200 лет назад), лишь немного уступающие по древности находкам из поселения Джа'де эль-Мугара в северной Сирии (с калиброванной радиоуглеродной датировкой 10 650 — 10 250 лет назад).
Древнейшие известные на сегодняшний день ископаемые остатки одомашненной коровы сделаны на ранненеолитических поселениях Джа'де эль-Мугара в северной Сирии и Чайоню-Тепеси и относятся к VIII тысячелетию до н. э. (калиброванные же радиоуглеродные даты составляют 10 650 — 10 250 лет назад для находок с первого из этих поселений и примерно 10 200 лет назад для второго). Молекулярно-генетический анализ данных находок позволяет сделать вывод, что всё поголовье нынешних коров произошло от 80 туров, приручённых в этих поселениях.

## Материальная культура
Чайоню, по-видимому, является центром, где человек начал использовать металл (найденные здесь металлические изделия по радиоуглеродному анализу имеют возраст 7200±200 и 6750±250 лет до н. э.). В самом деле, именно здесь впервые встречаются самые древние металлические изделия, полученные путём ковки из самородной меди. В течение VII тысячелетия до н. э. кузнечная обработка самородной меди распространяется на довольно обширный регион (от центральной Анатолии до юго-западного Ирана и от юго-восточной Анатолии до западной Сирии): древнейшая надёжно документированная кузнечная обработка меди встречается в это время, помимо Чайоню, в ряде посёлков Передней Азии (Магзалия, Сюбердэ, Рамад, Али-Кош).
В качестве источника металла выступали богатейшие залежи самородной меди, расположенные, в частности, в районе Эргани (юго-восточная Анатолия). Поскольку самородная медь, обработанная холодной ковкой, не давала возможности изготавливать сколько-нибудь крупные предметы, среди древнейших медных изделий встречались в основном бусины, пронизки, иглы и шилья. В Чайоню Р. Дж. Брейдвудом были найдены также металлические булавки, крючки и браслеты.
Хотя керамическая посуда в Чайоню отсутствует, но имеются глиняные фигурки животных. Основные орудия труда, найденные на поселении, сделаны из кремнёвых ножевидных пластинок; при этом около 10 % таких орудий составляют серпы, имеющие на своих лезвиях следы жатвы.

## Духовная культура
Существует версия, что в Чайоню совершались человеческие жертвоприношения. В «кладовой» ритуального комплекса обнаружены 70 черепов и части скелетов более 400 человек, уложенные штабелями. Около 7200 года до нашей эры храм, где совершались жертвоприношения, был сожжён и разрушен.

## Палеогенетика
У образцов из Чайоню (8500—7500 лет до н. э.) определили Y-хромосомные гаплогруппы CT (cay033), C1a-CTS11043 (cay012), G (cay011), J2a1a-F4326 (cay007) и митохондриальные гаплогруппы K1a3, K2c, T2g, U3a2a1. Образец cay015 из Чайоню на графике PCA появляется в кластере Южного Леванта, тогда как индивид эпохи неолита Южного Леванта (KFH2_KFH002) попадает в анатолийский кластер.
Предковый компонент, характерный для индивидов из Чайоню, обнаруживается в более поздних неолитических популяциях с территории современных Армении (Акнашен, Масис Блур) и Азербайджана.